# Asilus obscurellus
Asilus obscurellus är en tvåvingeart som först beskrevs av Macquart 1850.  Asilus obscurellus ingår i släktet Asilus och familjen rovflugor. Inga underarter finns listade i Catalogue of Life.